# Peter Jerndorff
Peter William Jerndorff, född 24 november 1842 i Köpenhamn, död 23 december 1926, var en dansk skådespelare och författare. Han var kusin till August Jerndorff. 
Jerndorff deltog som frivillig i Dansk-tyska kriget 1864 och utnämndes till löjtnant 1870. Han scendebuterade 1871 vid Det Kongelige Teater. Han var lärare vid Det kongelige Teaters elevskole 1886–1923 och vid Statens Lærerhøjskole 1914–1924. Han tilldelades förtjänstmedaljen i guld 1921.